# Friedrich Koenig
Pour les articles homonymes, voir Koenig.
Friedrich Koenig, né le 17 avril 1774 à Eisleben en Prusse et décédé le 17 janvier 1833 à Zell am Main, est un inventeur allemand, notamment connu pour son invention des presses d'imprimerie mécanisées fonctionnant à la vapeur.

## Parcours

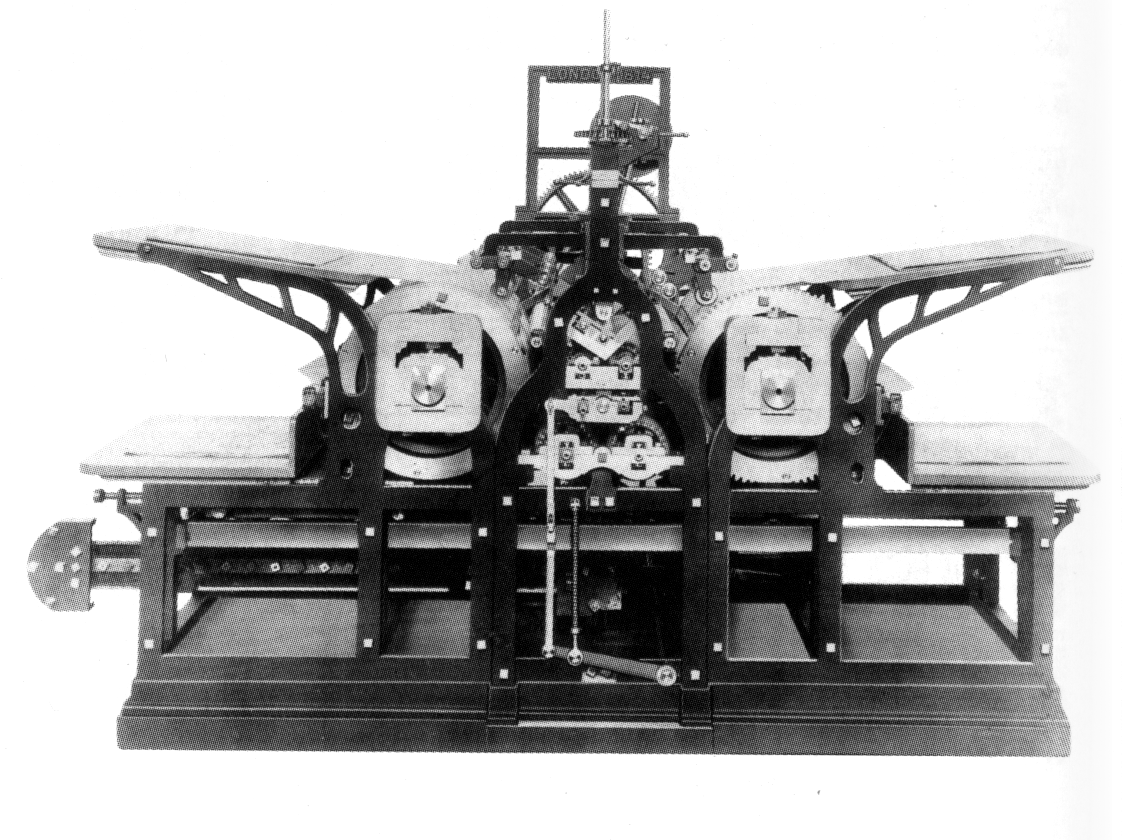
Presse à vapeur en 1814

Né à Eisleben, il appliqua pour la première fois son invention de presse à vapeur à l'impression du journal The Times,.. On lui doit aussi les presses à vapeur de la Gazette d'Augsbourg. Il fonda à Oberzell près de Wurtzbourg un établissement pour la fabrication de ces machines nommé Koenig & Bauer AG.

## Postérité
- En Allemagne, à Wurtzbourg, le Friedrich-Koenig-Gymnasium est fondé en 1974